# Schilde (Belgio)
Schilde è un comune belga di 19 537 abitanti nelle Fiandre (Provincia di Anversa).

## Suddivisioni
Il comune è costituito dai seguenti distretti:
- Schilde
- 's-Gravenwezel